# Una vacanza all'inferno
Una vacanza all'inferno è un film del 1997 diretto da Tonino Valerii.

## Trama
Angelo, un giovane disoccupato italiano, riceve un'offerta irrinunciabile: una vacanza in Thailandia pagata da un amico in cambio di un reportage sugli alberghi di quel paese. La permanenza e il lavoro procedono secondo programma, ma giunti all'aeroporto per il rientro, succede un imprevisto: nella videocamera di Angelo viene trovata una grossa quantità di eroina.
Angelo viene arrestato per spaccio di droga e condannato a 16 anni di detenzione. In carcere divide la cella con altri otto detenuti e le sue giornate sono condite di violenza, corruzione e soprusi. A interessarsi al suo caso si fanno avanti due persone molto diverse tra loro: l'avvocato Ortega e Michela, funzionaria dell'ambasciata italiana a Bangkok.
Ortega, corrotto e privo di scrupoli, conosce sia il mondo della polizia sia quello delle carceri e illude Angelo, chiedendo sempre maggiori somme di denaro da farsi inviare dai parenti promettendo una soluzione del caso senza risultati. Michela, invece, riesce a ottenere una riduzione della pena. Nel frattempo però Angelo tenta, senza successo, una fuga; ripreso, viene nuovamente processato e condannato all'ergastolo. L'incubo finisce solo cinque anni dopo, grazie all'intervento del governo italiano.